# Täppegölen
Täppegölen är en sjö i Eksjö kommun i Småland och ingår i Emåns huvudavrinningsområde.